# Seven the Hard Way
Seven the Hard Way è il settimo album della cantante statunitense Pat Benatar, pubblicato nel 1985.
Ha raggiunto il 26º posto della classifica di vendita Billboard 200 e ne sono stati estratti due singoli di successo, Sex as a Weapon e Invincible, quest'ultimo brano parte della colonna sonora del film The Legend of Billie Jean, diretto da Matthew Robbins.

## Tracce
1. Sex as a Weapon – 4:15 (Kelly, Steinberg)
2. Le Bel Age - 5:11
3. Walking in the Underground – 4:39 (Geraldo, Grombacher)
4. Big Life – 2:40 (Geraldo, Grombacher)
5. Red Vision – 3:50 (Geraldo, Grombacher)
6. 7 Rooms of Gloom – 3:33
7. Run Between the Raindrops – 4:27 (Geraldo, Grombacher)
8. Invincible (Theme from The Legend of Billie Jean) – 4:28 (Simon Climie, Holly Knight)
9. The Art of Letting Go – 4:02 (Brown, Feldman, Grombacher)

## Formazione
- Pat Benatar: Voce
- Neil Geraldo: Prima chitarra, tastiere
- Scott Sheets: Chitarra ritmica
- Charlie Giordano: Tastiere
- Frank Linx: Basso
- Myron Grombacher: Batteria e percussioni

## Produzione
- Produttori: Neil Giraldo, Mike Chapman & William Wittman
- Produttore associato: Joe Chiccarelli
- Ingegnere del suono: Joe Chiccarelli
- Mixer: Joe Chiccarelli, Michael Frondelli & William Wittman